# Élections départementales de 2021 dans le Doubs
Les élections départementales dans le Doubs ont lieu les 20 et 27 juin 2021.

## Contexte départemental

### Assemblée départementale sortante
Avant les élections, le Conseil départemental du Doubs est présidé par Christine Bouquin (LR).
Il comprend 38 conseillers départementaux issus des 19 cantons du Doubs.
|                                    |       |       |      |                         |
| Président du Conseil départemental |       |       |      |                         |
| Christine Bouquin (LR)             |       |       |      |                         |
| Parti                              | Sigle | Sigle | Élus | Groupes                 |
| Majorité (25 sièges)               |       |       |      |                         |
| Les Républicains                   |       | LR    | 10   | Majorité départementale |
| Divers droite                      |       | DVD   | 10   | Majorité départementale |
| Agir                               |       | Agir  | 3    | Majorité départementale |
| La République en marche            |       | LREM  | 1    | Majorité départementale |
| Mouvement démocrate                |       | MoDem | 1    | Majorité départementale |
| Opposition (13 sièges)             |       |       |      |                         |
| Divers gauche                      |       | DVG   | 8    | Le Doubs au cœur        |
| Parti socialiste                   |       | PS    | 3    | Le Doubs au cœur        |
| La République en marche            |       | LREM  | 1    | Le Doubs au cœur        |
| Génération.s                       |       | G.s   | 1    | Le Doubs au cœur        |

## Système électoral
Les élections ont lieu au scrutin majoritaire binominal à deux tours. Le système est paritaire : les candidatures sont présentées sous la forme d'un binôme composé d'une femme et d'un homme avec leurs suppléants (une femme et un homme également).
Pour être élu au premier tour, un binôme doit obtenir la majorité absolue des suffrages exprimés et un nombre de suffrages au moins égal à 25 % des électeurs inscrits. Si aucun binôme n'est élu au premier tour, seuls peuvent se présenter au second tour les binômes qui ont obtenu un nombre de suffrages au moins égal à 12,5 % des électeurs inscrits, sans possibilité pour les binômes de fusionner. Est élu au second tour le binôme qui obtient le plus grand nombre de voix.

## Résultats à l'échelle du département

### Résultats par nuances du ministère de l'Intérieur
Les nuances utilisées par le ministère de l'Intérieur ne tiennent pas compte des alliances locales.
| Binômes                  | Binômes                             | Binômes                  | Premier tour | Premier tour | Premier tour | Second tour | Second tour   | Second tour | Total | +/-           |  |
| Binômes                  | Binômes                             | Binômes                  | Voix         | %            | Sièges       | Voix        | %             | Sièges      | Total | +/-           |  |
| ------------------------ | ----------------------------------- | ------------------------ | ------------ | ------------ | ------------ | ----------- | ------------- | ----------- | ----- | ------------- |  |
|                          | Rassemblement national              | RN                       | 25 011       | 21,25        | 0            | 14 968      | 12,53         | 0           | 0     | en stagnation |  |
|                          | Union de la gauche                  | UG                       | 20 989       | 17,83        | 0            | 27 141      | 22,72         | 10          | 10    | 10            |  |
|                          | Les Républicains                    | LR                       | 18 092       | 15,37        | 0            | 18 295      | 15,57         | 8           | 8     | 2             |  |
|                          | Union à droite                      | UD                       | 10 763       | 9,14         | 0            | 16 329      | 13,67         | 8           | 8     | 8             |  |
|                          | Union au centre et à droite         | UCD                      | 8 716        | 7,41         | 0            | 11 656      | 9,76          | 4           | 4     | Nv.           |  |
|                          | Divers droite                       | DVD                      | 6 437        | 5,47         | 0            | 8 780       | 7,35          | 2           | 2     | en stagnation |  |
|                          | Union au centre                     | UC                       | 5 935        | 5,04         | 0            | 3 787       | 3,17          | 2           | 2     | 2             |  |
|                          | Divers gauche                       | DVG                      | 5 681        | 4,83         | 0            | 2 458       | 2,06          | 0           | 0     | en stagnation |  |
|                          | Union à gauche avec des écologistes | UGE                      | 5 229        | 4,44         | 0            | 6 542       | 5,48          | 0           | 0     | Nv.           |  |
|                          | Écologiste                          | ECO                      | 3 738        | 3,18         | 0            | 3 365       | 2,82          | 0           | 0     | en stagnation |  |
|                          | Union au centre et à gauche         | UCG                      | 2 004        | 1,70         | 0            | 3 493       | 2,92          | 2           | 2     | Nv.           |  |
|                          | Parti socialiste                    | SOC                      | 1 941        | 1,65         | 0            | 2 352       | 1,97          | 2           | 2     | 12            |  |
|                          | La République en marche             | REM                      | 2 273        | 1,93         | 0            |             |               |             | 0     | Nv.           |  |
|                          | Divers                              | DIV                      | 890          | 0,76         | 0            | 0           | en stagnation |             |       |               |  |
|                          |                                     |                          |              |              |              |             |               |             |       |               |  |
| Suffrages exprimés       | Suffrages exprimés                  | Suffrages exprimés       | 117 699      | 95,16        |              | 119 466     | 91,94         |             |       |               |  |
| Votes blancs             | Votes blancs                        | Votes blancs             | 3 945        | 3,19         | 6 966        | 5,36        |               |             |       |               |  |
| Votes nuls               | Votes nuls                          | Votes nuls               | 2 046        | 1,65         | 3 510        | 2,70        |               |             |       |               |  |
| Total                    | Total                               | Total                    | 123 690      | 100          | 0            | 129 942     | 100           | 38          | 38    | en stagnation |  |
| Abstentions              | Abstentions                         | Abstentions              | 238 997      | 65,90        |              | 232 705     | 64,17         |             |       |               |  |
| Inscrits / participation | Inscrits / participation            | Inscrits / participation | 362 687      | 34,10        | 362 647      | 35,83       |               |             |       |               |  |

### Assemblée départementale élue
|                                    |       |       |      |                                          |
| Président du conseil départemental |       |       |      |                                          |
| Christine Bouquin (LR)             |       |       |      |                                          |
| Parti                              | Sigle | Sigle | Élus | Groupes                                  |
| Majorité (24 sièges)               |       |       |      |                                          |
| Les Républicains                   |       | LR    | 11   | C'est le Doubs                           |
| Divers droite                      |       | DVD   | 11   | C'est le Doubs                           |
| Agir                               |       | Agir  | 2    | C'est le Doubs                           |
| Opposition (14 sièges)             |       |       |      |                                          |
| Divers gauche                      |       | DVG   | 6    | Le Doubs social, écologique et solidaire |
| Parti socialiste                   |       | PS    | 4    | Le Doubs social, écologique et solidaire |
| Génération.s                       |       | G.s   | 1    | Le Doubs social, écologique et solidaire |
| Parti communiste français          |       | PCF   | 1    | Le Doubs social, écologique et solidaire |
| La République en marche            |       | LREM  | 1    | Indépendants                             |
| Divers gauche                      |       | DVG   | 1    | Indépendants                             |

### Élus par canton
| Canton          | Conseillers sortants      | Parti | Parti | Conseillers élus          | Parti | Parti |
| --------------- | ------------------------- | ----- | ----- | ------------------------- | ----- | ----- |
| Audincourt      | David Barbier             |       | DVG   | Damien Charlet            |       | PS    |
| Audincourt      | Christine Coren-Gasperoni |       | DVG   | Christine Coren-Gesperoni |       | DVG   |
| Baume-les-Dames | Claude Dallavalle         |       | DVG   | Claude Dellavalle         |       | DVG   |
| Baume-les-Dames | Danièle Nevers            |       | PS    | Marie-Christine Durai     |       | DVG   |
| Bavans          | Marie Chassery            |       | DVG   | Maire-Paule Brand         |       | DVD   |
| Bavans          | Rémy Nappey               |       | DVG   | Bruno Baudrey             |       | LR    |
| Besançon-1      | Gérard Galliot            |       | DVG   | Ali Yugo                  |       | PS    |
| Besançon-1      | Myriam Lemercier          |       | DVD   | Monique Bonnet            |       | DVG   |
| Besançon-2      | Françoise Branget         |       | LR    | Chantale Guyen            |       | LR    |
| Besançon-2      | Michel Vienet             |       | LR    | Michel Vienet             |       | LR    |
| Besançon-3      | Philippe Gonon            |       | Agir  | Serge Rutowski            |       | DVD   |
| Besançon-3      | Marie-Laure Dalphin       |       | LR    | Marie-Laure Dalphin       |       | LR    |
| Besançon-4      | Odile Faivre-Petitjean    |       | MoDem | Jeanne Henry              |       | PCF   |
| Besançon-4      | Alain Loriguet            |       | LR    | Georges Ubiali            |       | NPA   |
| Besançon-5      | Catherine Cuinet          |       | DVD   | Valérie Maillard          |       | DVD   |
| Besançon-5      | Ludovic Fagaut            |       | LR    | Ludovic Fagaut            |       | LR    |
| Besançon-6      | Raphaël Krucien           |       | PS    | Raphaël Krucien           |       | PS    |
| Besançon-6      | Géraldine Leroy           |       | G.s   | Géraldine Leroy           |       | G.s   |
| Bethoncourt     | Philippe Claudel          |       | DVG   | Albert Matocq-Grabot      |       | DVG   |
| Bethoncourt     | Magali Duvernois          |       | PS    | Magali Duvernois          |       | PS    |
| Frasne          | Philippe Alpy             |       | Agir  | Philippe Alpy             |       | Agir  |
| Frasne          | Michèle Letoublon         |       | DVD   | Géraldine Tissot-Trullard |       | DVD   |
| Maîche          | Christine Bouquin         |       | LR    | Christine Bouquin         |       | LR    |
| Maîche          | Serge Cagnon              |       | DVD   | Christian Methot          |       | DVD   |
| Montbéliard     | Virginie Chavey           |       | LR    | Priscilla Borgerhof       |       | DVD   |
| Montbéliard     | Jean-Luc Guyon            |       | LR    | Jean-Luc Guyon            |       | LR    |
| Morteau         | Jacqueline Cuenot-Stalder |       | Agir  | Jacqueline Cuenot-Stalder |       | Agir  |
| Morteau         | Denis Leroux              |       | LR    | Denis Leroux              |       | LR    |
| Ornans          | Béatrix Loizon            |       | DVD   | Béatrix Loizon            |       | DVD   |
| Ornans          | Alain Marguet             |       | LR    | Olivier Billot            |       | LR    |
| Pontarlier      | Florence Rogeboz          |       | DVD   | Florence Rogeboz          |       | DVD   |
| Pontarlier      | Pierre Simon              |       | LREM  | Romuald Vivot             |       | LR    |
| Saint-Vit       | Annick Jacquemet          |       | DVD   | Annick Jacquemet          |       | DVD   |
| Saint-Vit       | Thierry Maire du Poset    |       | DVD   | Thierry Maire du Poset    |       | DVD   |
| Valdahon        | Sylvie Le Hir             |       | DVD   | Patricia Lime Vieille     |       | LR    |
| Valdahon        | Thierry Vernier           |       | DVD   | Thierry Vernier           |       | DVD   |
| Valentigney     | Frédéric Barbier          |       | LREM  | Frédéric Barbier          |       | LREM  |
| Valentigney     | Martine Voidey            |       | DVG   | Martine Voidey            |       | DVG   |

## Résultats par canton
Les binômes sont présentés par ordre décroissant des résultats au premier tour. En cas de victoire au second tour du binôme arrivé en deuxième place au premier, ses résultats sont indiqués en gras.

### Canton d'Audincourt
| Candidats                | Candidats                      | Partis                   | Nuance                   | Premier tour | Premier tour | Second tour | Second tour |
| Candidats                | Candidats                      | Partis                   | Nuance                   | Voix         | %            | Voix        | %           |
| ------------------------ | ------------------------------ | ------------------------ | ------------------------ | ------------ | ------------ | ----------- | ----------- |
|                          | Nathalie Fritsch               | RN                       | RN                       | 1 567        | 28,87        | 2 305       | 41,78       |
|                          | Éric Fusis                     | RN                       | RN                       | 1 567        | 28,87        | 2 305       | 41,78       |
|                          | Damien Charlet                 | PS                       | UG                       | 1 548        | 28,52        | 3 212       | 58,22       |
|                          | Christine Coren-Gasperoni      | DVG                      | UG                       | 1 548        | 28,52        | 3 212       | 58,22       |
|                          | Marie-France Bottarlini-Caputo | LR                       | LR                       | 1 173        | 21,61        |             |             |
|                          | Matthieu Gagliardi             | LR                       | LR                       | 1 173        | 21,61        |             |             |
|                          | David Barbier                  | DVG                      | DVG                      | 1 139        | 20,99        |             |             |
|                          | Carole Thouesny                | DVG                      | DVG                      | 1 139        | 20,99        |             |             |
|                          |                                |                          |                          |              |              |             |             |
| Suffrages exprimés       | Suffrages exprimés             | Suffrages exprimés       | Suffrages exprimés       | 5 427        | 95,48        | 5 517       | 92,51       |
| Votes blancs             | Votes blancs                   | Votes blancs             | Votes blancs             | 143          | 2,52         | 264         | 4,43        |
| Votes nuls               | Votes nuls                     | Votes nuls               | Votes nuls               | 114          | 2,01         | 183         | 3,07        |
| Total                    | Total                          | Total                    | Total                    | 5 684        | 100          | 5 964       | 100         |
| Abstention               | Abstention                     | Abstention               | Abstention               | 14 337       | 71,61        | 14 058      | 70,21       |
| Inscrits / participation | Inscrits / participation       | Inscrits / participation | Inscrits / participation | 20 021       | 28,39        | 20 022      | 29,79       |

### Canton de Baume-les-Dames
| Candidats                | Candidats                | Partis                   | Nuance                   | Premier tour | Premier tour | Second tour | Second tour |
| Candidats                | Candidats                | Partis                   | Nuance                   | Voix         | %            | Voix        | %           |
| ------------------------ | ------------------------ | ------------------------ | ------------------------ | ------------ | ------------ | ----------- | ----------- |
|                          | Claude Dallavalle        | DVG                      | UG                       | 3 484        | 43,37        | 5 196       | 62,88       |
|                          | Marie-Christine Durai    | PS                       | UG                       | 3 484        | 43,37        | 5 196       | 62,88       |
|                          | Christel Jullion         | RN                       | RN                       | 2 305        | 28,69        | 3 067       | 37,12       |
|                          | Jacques Ricciardetti     | RN                       | RN                       | 2 305        | 28,69        | 3 067       | 37,12       |
|                          | Anne-Carole Mauguin      | LR                       | LR                       | 2 244        | 27,93        |             |             |
|                          | Christian Pagnier        | LR                       | LR                       | 2 244        | 27,93        |             |             |
|                          |                          |                          |                          |              |              |             |             |
| Suffrages exprimés       | Suffrages exprimés       | Suffrages exprimés       | Suffrages exprimés       | 8 033        | 94,32        | 8 263       | 91,10       |
| Votes blancs             | Votes blancs             | Votes blancs             | Votes blancs             | 329          | 3,86         | 534         | 5,89        |
| Votes nuls               | Votes nuls               | Votes nuls               | Votes nuls               | 155          | 1,82         | 273         | 3,01        |
| Total                    | Total                    | Total                    | Total                    | 8 517        | 100          | 9 070       | 100         |
| Abstention               | Abstention               | Abstention               | Abstention               | 13 724       | 61,71        | 13 175      | 59,23       |
| Inscrits / participation | Inscrits / participation | Inscrits / participation | Inscrits / participation | 22 241       | 38,29        | 22 245      | 40,77       |

### Canton de Bavans
| Candidats                | Candidats                | Partis                   | Nuance                   | Premier tour | Premier tour | Second tour | Second tour |
| Candidats                | Candidats                | Partis                   | Nuance                   | Voix         | %            | Voix        | %           |
| ------------------------ | ------------------------ | ------------------------ | ------------------------ | ------------ | ------------ | ----------- | ----------- |
|                          | Bruno Beaudrey           | LR                       | UD                       | 2 765        | 31,08        | 5 338       | 63,17       |
|                          | Marie-Paule Brand        | DVD                      | UD                       | 2 765        | 31,08        | 5 338       | 63,17       |
|                          | Roland Boillot           | RN                       | RN                       | 2 394        | 26,91        | 3 112       | 36,83       |
|                          | Géraldine Grangier       | RN                       | RN                       | 2 394        | 26,91        | 3 112       | 36,83       |
|                          | Inès Baquet-Chatel       | DVG                      | UG                       | 1 385        | 15,57        |             |             |
|                          | Fabrice Frichet          | PS                       | UG                       | 1 385        | 15,57        |             |             |
|                          | Christine Boschi         | DVG                      | DVG                      | 1 009        | 11,34        |             |             |
|                          | Alain Roth               | DVG                      | DVG                      | 1 009        | 11,34        |             |             |
|                          | Nathalie Atar            | DVD                      | DIV                      | 596          | 6,70         |             |             |
|                          | Pascal Boulade           | DVD                      | DIV                      | 596          | 6,70         |             |             |
|                          | Bernard Sallières        | DVD                      | DVD                      | 452          | 5,08         |             |             |
|                          | Agnès Traversier         | DVD                      | DVD                      | 452          | 5,08         |             |             |
|                          | Catherine Fornal         | DIV                      | DIV                      | 294          | 3,31         |             |             |
|                          | Charles Hayeck           | DIV                      | DIV                      | 294          | 3,31         |             |             |
|                          |                          |                          |                          |              |              |             |             |
| Suffrages exprimés       | Suffrages exprimés       | Suffrages exprimés       | Suffrages exprimés       | 8 895        | 94,56        | 8 450       | 88,39       |
| Votes blancs             | Votes blancs             | Votes blancs             | Votes blancs             | 339          | 3,60         | 778         | 8,14        |
| Votes nuls               | Votes nuls               | Votes nuls               | Votes nuls               | 173          | 1,84         | 332         | 3,47        |
| Total                    | Total                    | Total                    | Total                    | 9 407        | 100          | 9 560       | 100         |
| Abstention               | Abstention               | Abstention               | Abstention               | 14 642       | 60,88        | 14 492      | 60,25       |
| Inscrits / participation | Inscrits / participation | Inscrits / participation | Inscrits / participation | 24 049       | 39,12        | 24 052      | 39,75       |

### Canton de Besançon-1
| Candidats                | Candidats                | Partis                   | Nuance                   | Premier tour | Premier tour | Second tour | Second tour |
| Candidats                | Candidats                | Partis                   | Nuance                   | Voix         | %            | Voix        | %           |
| ------------------------ | ------------------------ | ------------------------ | ------------------------ | ------------ | ------------ | ----------- | ----------- |
|                          | Monique Bonnet           | DVG                      | SOC                      | 1 941        | 45,60        | 2 352       | 52,75       |
|                          | Aly Yugo                 | PS                       | SOC                      | 1 941        | 45,60        | 2 352       | 52,75       |
|                          | Guillaume Bailly         | DVD                      | DVD                      | 1 401        | 32,91        | 2 107       | 47,25       |
|                          | Myriam Lemercier         | DVD                      | DVD                      | 1 401        | 32,91        | 2 107       | 47,25       |
|                          | Vincent Mermet           | RN                       | RN                       | 915          | 21,49        |             |             |
|                          | Charlotte Paulay         | RN                       | RN                       | 915          | 21,49        |             |             |
|                          |                          |                          |                          |              |              |             |             |
| Suffrages exprimés       | Suffrages exprimés       | Suffrages exprimés       | Suffrages exprimés       | 4 257        | 95,96        | 4 459       | 93,27       |
| Votes blancs             | Votes blancs             | Votes blancs             | Votes blancs             | 114          | 2,57         | 213         | 4,46        |
| Votes nuls               | Votes nuls               | Votes nuls               | Votes nuls               | 65           | 1,47         | 109         | 2,28        |
| Total                    | Total                    | Total                    | Total                    | 4 436        | 100          | 4 781       | 100         |
| Abstention               | Abstention               | Abstention               | Abstention               | 12 074       | 73,13        | 11 735      | 71,05       |
| Inscrits / participation | Inscrits / participation | Inscrits / participation | Inscrits / participation | 16 510       | 26,87        | 16 516      | 28,95       |

### Canton de Besançon-2
| Candidats                | Candidats                | Partis                   | Nuance                   | Premier tour | Premier tour | Second tour | Second tour |
| Candidats                | Candidats                | Partis                   | Nuance                   | Voix         | %            | Voix        | %           |
| ------------------------ | ------------------------ | ------------------------ | ------------------------ | ------------ | ------------ | ----------- | ----------- |
|                          | Arlette Burgy            | EELV                     | UG                       | 2 526        | 41,95        | 2 933       | 46,07       |
|                          | Philippe Marquis         | DVG                      | UG                       | 2 526        | 41,95        | 2 933       | 46,07       |
|                          | Chantal Guyen            | LR                       | LR                       | 2 426        | 40,29        | 3 433       | 53,93       |
|                          | Michel Vienet            | LR                       | LR                       | 2 426        | 40,29        | 3 433       | 53,93       |
|                          | Marcelle Cultet          | RN                       | RN                       | 1 069        | 17,75        |             |             |
|                          | Roger Petit              | RN                       | RN                       | 1 069        | 17,75        |             |             |
|                          |                          |                          |                          |              |              |             |             |
| Suffrages exprimés       | Suffrages exprimés       | Suffrages exprimés       | Suffrages exprimés       | 6 021        | 95,68        | 6 366       | 92,30       |
| Votes blancs             | Votes blancs             | Votes blancs             | Votes blancs             | 188          | 2,99         | 355         | 5,15        |
| Votes nuls               | Votes nuls               | Votes nuls               | Votes nuls               | 84           | 1,33         | 176         | 2,55        |
| Total                    | Total                    | Total                    | Total                    | 6 293        | 100          | 6 897       | 100         |
| Abstention               | Abstention               | Abstention               | Abstention               | 11 092       | 63,80        | 10 494      | 60,34       |
| Inscrits / participation | Inscrits / participation | Inscrits / participation | Inscrits / participation | 17 385       | 36,20        | 17 391      | 39,66       |

### Canton de Besançon-3
| Candidats                | Candidats                | Partis                   | Nuance                   | Premier tour | Premier tour | Second tour | Second tour |
| Candidats                | Candidats                | Partis                   | Nuance                   | Voix         | %            | Voix        | %           |
| ------------------------ | ------------------------ | ------------------------ | ------------------------ | ------------ | ------------ | ----------- | ----------- |
|                          | Marc Paulin              | LFI                      | UG                       | 2 410        | 37,59        | 3 122       | 46,18       |
|                          | Marie Taillard Bize      | PCF                      | UG                       | 2 410        | 37,59        | 3 122       | 46,18       |
|                          | Marie-Laure Dalphin      | LR                       | UD                       | 2 067        | 32,24        | 3 639       | 53,82       |
|                          | Serge Rutkowski          | DVD                      | UD                       | 2 067        | 32,24        | 3 639       | 53,82       |
|                          | Patricia Chetioui        | RN                       | RN                       | 1 070        | 16,69        |             |             |
|                          | Alain Decrion            | RN                       | RN                       | 1 070        | 16,69        |             |             |
|                          | Franck Defrasne          | LREM                     | UC                       | 864          | 13,48        |             |             |
|                          | Tatiana Doubko           | LREM                     | UC                       | 864          | 13,48        |             |             |
|                          |                          |                          |                          |              |              |             |             |
| Suffrages exprimés       | Suffrages exprimés       | Suffrages exprimés       | Suffrages exprimés       | 6 411        | 96,59        | 6 761       | 93,69       |
| Votes blancs             | Votes blancs             | Votes blancs             | Votes blancs             | 151          | 2,28         | 287         | 3,98        |
| Votes nuls               | Votes nuls               | Votes nuls               | Votes nuls               | 75           | 1,13         | 168         | 2,33        |
| Total                    | Total                    | Total                    | Total                    | 6 637        | 100          | 7 216       | 100         |
| Abstention               | Abstention               | Abstention               | Abstention               | 13 226       | 66,59        | 12 652      | 63,68       |
| Inscrits / participation | Inscrits / participation | Inscrits / participation | Inscrits / participation | 19 863       | 33,41        | 19 868      | 36,32       |

### Canton de Besançon-4
| Candidats                | Candidats                | Partis                   | Nuance                   | Premier tour | Premier tour | Second tour | Second tour |
| Candidats                | Candidats                | Partis                   | Nuance                   | Voix         | %            | Voix        | %           |
| ------------------------ | ------------------------ | ------------------------ | ------------------------ | ------------ | ------------ | ----------- | ----------- |
|                          | Jeanne Henry             | PCF                      | UG                       | 2 833        | 39,92        | 3 745       | 51,07       |
|                          | Georges Ubbiali          | NPA                      | UG                       | 2 833        | 39,92        | 3 745       | 51,07       |
|                          | Odile Faivre-Petitjean   | MoDem                    | UCD                      | 1 742        | 24,55        | 3 588       | 48,93       |
|                          | Alain Loriguet           | LR                       | UCD                      | 1 742        | 24,55        | 3 588       | 48,93       |
|                          | Alain Blessemaille       | LREM                     | REM                      | 1 305        | 18,39        |             |             |
|                          | Michèle de Wilde         | LREM                     | REM                      | 1 305        | 18,39        |             |             |
|                          | Mario Masse              | RN                       | RN                       | 1 216        | 17,14        |             |             |
|                          | Georgette Toitot         | RN                       | RN                       | 1 216        | 17,14        |             |             |
|                          |                          |                          |                          |              |              |             |             |
| Suffrages exprimés       | Suffrages exprimés       | Suffrages exprimés       | Suffrages exprimés       | 7 096        | 96,64        | 7 333       | 92,83       |
| Votes blancs             | Votes blancs             | Votes blancs             | Votes blancs             | 166          | 2,26         | 366         | 4,63        |
| Votes nuls               | Votes nuls               | Votes nuls               | Votes nuls               | 81           | 1,10         | 200         | 2,53        |
| Total                    | Total                    | Total                    | Total                    | 7 343        | 100          | 7 899       | 100         |
| Abstention               | Abstention               | Abstention               | Abstention               | 12 899       | 63,72        | 12 347      | 60,98       |
| Inscrits / participation | Inscrits / participation | Inscrits / participation | Inscrits / participation | 20 242       | 36,28        | 20 246      | 39,02       |

### Canton de Besançon-5
| Candidats                | Candidats                | Partis                   | Nuance                   | Premier tour | Premier tour | Second tour | Second tour |
| Candidats                | Candidats                | Partis                   | Nuance                   | Voix         | %            | Voix        | %           |
| ------------------------ | ------------------------ | ------------------------ | ------------------------ | ------------ | ------------ | ----------- | ----------- |
|                          | Ludovic Fagaut           | LR                       | LR                       | 2 603        | 35,70        | 4 260       | 55,87       |
|                          | Valérie Maillard         | DVD                      | LR                       | 2 603        | 35,70        | 4 260       | 55,87       |
|                          | Bruno Aebischer          | EELV                     | ECO                      | 2 517        | 34,52        | 3 365       | 44,13       |
|                          | Tilale El Yousfi         | EELV                     | ECO                      | 2 517        | 34,52        | 3 365       | 44,13       |
|                          | Catherine Cuinet         | DVD                      | UC                       | 1 305        | 17,90        |             |             |
|                          | Thomas Javaux            | DVD                      | UC                       | 1 305        | 17,90        |             |             |
|                          | Andrée Boucon            | RN                       | RN                       | 866          | 11,88        |             |             |
|                          | Thomas Lutz              | RN                       | RN                       | 866          | 11,88        |             |             |
|                          |                          |                          |                          |              |              |             |             |
| Suffrages exprimés       | Suffrages exprimés       | Suffrages exprimés       | Suffrages exprimés       | 7 291        | 96,99        | 7 625       | 94,79       |
| Votes blancs             | Votes blancs             | Votes blancs             | Votes blancs             | 149          | 1,98         | 290         | 3,61        |
| Votes nuls               | Votes nuls               | Votes nuls               | Votes nuls               | 77           | 1,02         | 129         | 1,60        |
| Total                    | Total                    | Total                    | Total                    | 7 517        | 100          | 8 044       | 100         |
| Abstention               | Abstention               | Abstention               | Abstention               | 11 187       | 59,81        | 10 584      | 56,82       |
| Inscrits / participation | Inscrits / participation | Inscrits / participation | Inscrits / participation | 18 704       | 40,19        | 18 628      | 43,18       |

### Canton de Besançon-6
| Candidats                | Candidats                | Partis                   | Nuance                   | Premier tour | Premier tour | Second tour | Second tour |
| Candidats                | Candidats                | Partis                   | Nuance                   | Voix         | %            | Voix        | %           |
| ------------------------ | ------------------------ | ------------------------ | ------------------------ | ------------ | ------------ | ----------- | ----------- |
|                          | Raphaël Krucien          | PS                       | UG                       | 2 238        | 48,94        | 3 710       | 54,91       |
|                          | Géraldine Leroy          | G.s                      | UG                       | 2 238        | 48,94        | 3 710       | 54,91       |
|                          | Michel Gaillot           | DVD                      | LR                       | 2 121        | 32,06        | 3 047       | 45,09       |
|                          | Marie Gruillot           | DVD                      | LR                       | 2 121        | 32,06        | 3 047       | 45,09       |
|                          | Pierre Guyot             | RN                       | RN                       | 915          | 19,00        |             |             |
|                          | Sophie Rosselet          | RN                       | RN                       | 915          | 19,00        |             |             |
|                          |                          |                          |                          |              |              |             |             |
| Suffrages exprimés       | Suffrages exprimés       | Suffrages exprimés       | Suffrages exprimés       | 6 616        | 95,86        | 6 757       | 93,50       |
| Votes blancs             | Votes blancs             | Votes blancs             | Votes blancs             | 195          | 2,83         | 301         | 4,16        |
| Votes nuls               | Votes nuls               | Votes nuls               | Votes nuls               | 91           | 1,32         | 169         | 2,34        |
| Total                    | Total                    | Total                    | Total                    | 6 902        | 100          | 7 227       | 100         |
| Abstention               | Abstention               | Abstention               | Abstention               | 12 182       | 63,83        | 11 865      | 62,15       |
| Inscrits / participation | Inscrits / participation | Inscrits / participation | Inscrits / participation | 19 084       | 36,17        | 19 092      | 37,85       |

### Canton de Bethoncourt
| Candidats                | Candidats                        | Partis                   | Nuance                   | Premier tour | Premier tour | Second tour | Second tour |
| Candidats                | Candidats                        | Partis                   | Nuance                   | Voix         | %            | Voix        | %           |
| ------------------------ | -------------------------------- | ------------------------ | ------------------------ | ------------ | ------------ | ----------- | ----------- |
|                          | Steven Fasquelle                 | RN                       | RN                       | 1 501        | 29,72        | 2 074       | 40,02       |
|                          | Maria de Las Mercedes Palenciano | RN                       | RN                       | 1 501        | 29,72        | 2 074       | 40,02       |
|                          | Magali Duvernois                 | PS                       | UG                       | 1 333        | 26,40        | 3 108       | 59,98       |
|                          | Albert Matocq-Grabot             | DVG                      | UG                       | 1 333        | 26,40        | 3 108       | 59,98       |
|                          | Philippe Claudel                 | DVG                      | DVG                      | 1 018        | 20,16        |             |             |
|                          | Aurélie Dzierzynski              | DVG                      | DVG                      | 1 018        | 20,16        |             |             |
|                          | Arnaud Miladinovic               | LR                       | LR                       | 914          | 18,10        |             |             |
|                          | Anne-Laure Very                  | DVD                      | LR                       | 914          | 18,10        |             |             |
|                          | Ismaël Boudjekada                | DVG                      | DVG                      | 284          | 5,62         |             |             |
|                          | Nathalie Meyer                   | DVG                      | DVG                      | 284          | 5,62         |             |             |
|                          |                                  |                          |                          |              |              |             |             |
| Suffrages exprimés       | Suffrages exprimés               | Suffrages exprimés       | Suffrages exprimés       | 5 050        | 95,18        | 5 182       | 92,30       |
| Votes blancs             | Votes blancs                     | Votes blancs             | Votes blancs             | 162          | 3,05         | 286         | 5,09        |
| Votes nuls               | Votes nuls                       | Votes nuls               | Votes nuls               | 94           | 1,77         | 146         | 2,60        |
| Total                    | Total                            | Total                    | Total                    | 5 306        | 100          | 5 614       | 100         |
| Abstention               | Abstention                       | Abstention               | Abstention               | 13 801       | 72,23        | 13 494      | 70,62       |
| Inscrits / participation | Inscrits / participation         | Inscrits / participation | Inscrits / participation | 19 107       | 27,77        | 19 108      | 29,38       |

### Canton de Frasne
| Candidats                | Candidats                 | Partis                   | Nuance                   | Premier tour | Premier tour | Second tour | Second tour |
| Candidats                | Candidats                 | Partis                   | Nuance                   | Voix         | %            | Voix        | %           |
| ------------------------ | ------------------------- | ------------------------ | ------------------------ | ------------ | ------------ | ----------- | ----------- |
|                          | Philippe Alpy             | Agir                     | UCD                      | 2 910        | 50,68        | 3 497       | 63,57       |
|                          | Géraldine Tissot-Trullard | DVD                      | UCD                      | 2 910        | 50,68        | 3 497       | 63,57       |
|                          | Guillaume Devillers       | EELV                     | UGE                      | 1 835        | 31,96        | 2 004       | 36,43       |
|                          | Marine Paris              | EELV                     | UGE                      | 1 835        | 31,96        | 2 004       | 36,43       |
|                          | Ghislain Hacquin          | RN                       | RN                       | 997          | 17,36        |             |             |
|                          | Pascale Perrichon         | RN                       | RN                       | 997          | 17,36        |             |             |
|                          |                           |                          |                          |              |              |             |             |
| Suffrages exprimés       | Suffrages exprimés        | Suffrages exprimés       | Suffrages exprimés       | 5 742        | 94,86        | 5 501       | 92,17       |
| Votes blancs             | Votes blancs              | Votes blancs             | Votes blancs             | 198          | 3,27         | 304         | 5,09        |
| Votes nuls               | Votes nuls                | Votes nuls               | Votes nuls               | 113          | 1,87         | 163         | 2,73        |
| Total                    | Total                     | Total                    | Total                    | 6 053        | 100          | 5 968       | 100         |
| Abstention               | Abstention                | Abstention               | Abstention               | 11 728       | 65,96        | 11 813      | 66,44       |
| Inscrits / participation | Inscrits / participation  | Inscrits / participation | Inscrits / participation | 17 781       | 34,04        | 17 781      | 33,56       |

### Canton de Maîche
| Candidats                | Candidats                | Partis                   | Nuance                   | Premier tour | Premier tour | Second tour | Second tour |
| Candidats                | Candidats                | Partis                   | Nuance                   | Voix         | %            | Voix        | %           |
| ------------------------ | ------------------------ | ------------------------ | ------------------------ | ------------ | ------------ | ----------- | ----------- |
|                          | Christine Bouquin        | LR                       | UCD                      | 4 064        | 71,12        | 4 571       | 78,92       |
|                          | Christian Methot         | DVD                      | UCD                      | 4 064        | 71,12        | 4 571       | 78,92       |
|                          | Christian Jeandenand     | RN                       | RN                       | 1 201        | 21,02        | 1 221       | 21,08       |
|                          | Geneviève Mougin         | RN                       | RN                       | 1 201        | 21,02        | 1 221       | 21,08       |
|                          | Naomi Ebro               | LREM                     | REM                      | 449          | 7,86         |             |             |
|                          | Éric-Alain Pedetti       | LREM                     | REM                      | 449          | 7,86         |             |             |
|                          |                          |                          |                          |              |              |             |             |
| Suffrages exprimés       | Suffrages exprimés       | Suffrages exprimés       | Suffrages exprimés       | 5 714        | 93,44        | 5 792       | 93,60       |
| Votes blancs             | Votes blancs             | Votes blancs             | Votes blancs             | 275          | 4,50         | 258         | 4,17        |
| Votes nuls               | Votes nuls               | Votes nuls               | Votes nuls               | 126          | 2,06         | 138         | 2,23        |
| Total                    | Total                    | Total                    | Total                    | 6 115        | 100          | 6 188       | 100         |
| Abstention               | Abstention               | Abstention               | Abstention               | 11 056       | 64,39        | 10 961      | 63,92       |
| Inscrits / participation | Inscrits / participation | Inscrits / participation | Inscrits / participation | 17 171       | 35,61        | 17 149      | 36,08       |

### Canton de Montbéliard
| Candidats                | Candidats                | Partis                   | Nuance                   | Premier tour | Premier tour | Second tour | Second tour |
| Candidats                | Candidats                | Partis                   | Nuance                   | Voix         | %            | Voix        | %           |
| ------------------------ | ------------------------ | ------------------------ | ------------------------ | ------------ | ------------ | ----------- | ----------- |
|                          | Priscilla Borgerhoff     | DVD                      | LR                       | 1 530        | 33,55        | 2 775       | 56,75       |
|                          | Jean-Luc Guyon           | LR                       | LR                       | 1 530        | 33,55        | 2 775       | 56,75       |
|                          | Lionel Manière           | PCF                      | UG                       | 1 405        | 30,81        | 2 115       | 43,25       |
|                          | Sidonie Marchal          | G.s                      | UG                       | 1 405        | 30,81        | 2 115       | 43,25       |
|                          | Hélène Martin            | RN                       | RN                       | 1 106        | 24,25        |             |             |
|                          | Georges Perrot           | RN                       | RN                       | 1 106        | 24,25        |             |             |
|                          | Catherine Conat          | LREM                     | REM                      | 519          | 11,38        |             |             |
|                          | Jérôme Trossat           | LREM                     | REM                      | 519          | 11,38        |             |             |
|                          |                          |                          |                          |              |              |             |             |
| Suffrages exprimés       | Suffrages exprimés       | Suffrages exprimés       | Suffrages exprimés       | 4 560        | 94,86        | 4 890       | 90,01       |
| Votes blancs             | Votes blancs             | Votes blancs             | Votes blancs             | 218          | 4,54         | 443         | 8,15        |
| Votes nuls               | Votes nuls               | Votes nuls               | Votes nuls               | 29           | 0,60         | 100         | 1,84        |
| Total                    | Total                    | Total                    | Total                    | 4 807        | 100          | 5 433       | 100         |
| Abstention               | Abstention               | Abstention               | Abstention               | 12 484       | 72,20        | 11 861      | 68,58       |
| Inscrits / participation | Inscrits / participation | Inscrits / participation | Inscrits / participation | 17 291       | 27,80        | 17 294      | 31,42       |

### Canton de Morteau
| Candidats                | Candidats                 | Partis                   | Nuance                   | Premier tour | Premier tour | Second tour | Second tour |
| Candidats                | Candidats                 | Partis                   | Nuance                   | Voix         | %            | Voix        | %           |
| ------------------------ | ------------------------- | ------------------------ | ------------------------ | ------------ | ------------ | ----------- | ----------- |
|                          | Jacqueline Cuenot-Stalder | Agir                     | UD                       | 4 272        | 81,59        | 4 390       | 82,83       |
|                          | Denis Leroux              | LR                       | UD                       | 4 272        | 81,59        | 4 390       | 82,83       |
|                          | Vincent Besançon          | RN                       | RN                       | 964          | 18,41        | 910         | 17,17       |
|                          | Joséphine Milliot         | RN                       | RN                       | 964          | 18,41        | 910         | 17,17       |
|                          |                           |                          |                          |              |              |             |             |
| Suffrages exprimés       | Suffrages exprimés        | Suffrages exprimés       | Suffrages exprimés       | 5 236        | 89,89        | 5 300       | 90,77       |
| Votes blancs             | Votes blancs              | Votes blancs             | Votes blancs             | 422          | 7,24         | 387         | 6,63        |
| Votes nuls               | Votes nuls                | Votes nuls               | Votes nuls               | 167          | 2,87         | 152         | 2,60        |
| Total                    | Total                     | Total                    | Total                    | 5 825        | 100          | 5 839       | 100         |
| Abstention               | Abstention                | Abstention               | Abstention               | 13 151       | 69,30        | 13 142      | 69,24       |
| Inscrits / participation | Inscrits / participation  | Inscrits / participation | Inscrits / participation | 18 976       | 30,70        | 18 981      | 30,76       |

### Canton d'Ornans
| Candidats                | Candidats                | Partis                   | Nuance                   | Premier tour | Premier tour | Second tour | Second tour |
| Candidats                | Candidats                | Partis                   | Nuance                   | Voix         | %            | Voix        | %           |
| ------------------------ | ------------------------ | ------------------------ | ------------------------ | ------------ | ------------ | ----------- | ----------- |
|                          | Olivier Billot           | LR                       | LR                       | 4 234        | 55,78        | 5 080       | 67,39       |
|                          | Beatrix Loizon           | DVD                      | LR                       | 4 234        | 55,78        | 5 080       | 67,39       |
|                          | Christophe Garnier       | DVG                      | DVG                      | 2 123        | 27,97        | 2 458       | 32,61       |
|                          | Julie Soustelle          | DVG                      | DVG                      | 2 123        | 27,97        | 2 458       | 32,61       |
|                          | Philippe Mougin          | RN                       | RN                       | 1 234        | 16,26        |             |             |
|                          | Béatrice Wechinger       | RN                       | RN                       | 1 234        | 16,26        |             |             |
|                          |                          |                          |                          |              |              |             |             |
| Suffrages exprimés       | Suffrages exprimés       | Suffrages exprimés       | Suffrages exprimés       | 7 591        | 95,63        | 7 538       | 93,67       |
| Votes blancs             | Votes blancs             | Votes blancs             | Votes blancs             | 188          | 2,37         | 287         | 3,57        |
| Votes nuls               | Votes nuls               | Votes nuls               | Votes nuls               | 159          | 2,00         | 222         | 2,76        |
| Total                    | Total                    | Total                    | Total                    | 7 938        | 100          | 8 047       | 100         |
| Abstention               | Abstention               | Abstention               | Abstention               | 11 431       | 59,02        | 11 324      | 58,46       |
| Inscrits / participation | Inscrits / participation | Inscrits / participation | Inscrits / participation | 19 369       | 40,98        | 19 371      | 41,54       |

### Canton de Pontarlier
| Candidats                | Candidats                | Partis                   | Nuance                   | Premier tour | Premier tour | Second tour | Second tour |
| Candidats                | Candidats                | Partis                   | Nuance                   | Voix         | %            | Voix        | %           |
| ------------------------ | ------------------------ | ------------------------ | ------------------------ | ------------ | ------------ | ----------- | ----------- |
|                          | Florence Rogeboz         | DVD                      | UD                       | 1 659        | 33,28        | 2 962       | 59,29       |
|                          | Romuald Vivot            | LR                       | UD                       | 1 659        | 33,28        | 2 962       | 59,29       |
|                          | Karine Grosjean          | DVG                      | UGE                      | 1 319        | 26,46        | 2 034       | 40,71       |
|                          | Xavier Moyse             | EÉLV                     | UGE                      | 1 319        | 26,46        | 2 034       | 40,71       |
|                          | Patrick Comte            | LREM                     | UC                       | 1 136        | 22,79        |             |             |
|                          | Agathe Henriet           | LREM                     | UC                       | 1 136        | 22,79        |             |             |
|                          | Quentin Le Derout        | RN                       | RN                       | 871          | 17,47        |             |             |
|                          | Élisabeth Renaud         | RN                       | RN                       | 871          | 17,47        |             |             |
|                          |                          |                          |                          |              |              |             |             |
| Suffrages exprimés       | Suffrages exprimés       | Suffrages exprimés       | Suffrages exprimés       | 4 985        | 96,37        | 4 996       | 91,57       |
| Votes blancs             | Votes blancs             | Votes blancs             | Votes blancs             | 120          | 2,32         | 268         | 4,91        |
| Votes nuls               | Votes nuls               | Votes nuls               | Votes nuls               | 68           | 1,31         | 192         | 3,52        |
| Total                    | Total                    | Total                    | Total                    | 5 173        | 100          | 5 456       | 100         |
| Abstention               | Abstention               | Abstention               | Abstention               | 13 287       | 71,98        | 13 009      | 70,45       |
| Inscrits / participation | Inscrits / participation | Inscrits / participation | Inscrits / participation | 18 460       | 28,02        | 18 465      | 29,55       |

### Canton de Saint-Vit
| Candidats                | Candidats                | Partis                   | Nuance                   | Premier tour | Premier tour | Second tour | Second tour |
| Candidats                | Candidats                | Partis                   | Nuance                   | Voix         | %            | Voix        | %           |
| ------------------------ | ------------------------ | ------------------------ | ------------------------ | ------------ | ------------ | ----------- | ----------- |
|                          | Annick Jacquemet         | DVD                      | DVD                      | 2 781        | 42,67        | 3 936       | 61,12       |
|                          | Thierry Maire du Poset   | DVD                      | DVD                      | 2 781        | 42,67        | 3 936       | 61,12       |
|                          | Alexandre Cheval         | DVG                      | UGE                      | 2 075        | 31,84        | 2 504       | 38,88       |
|                          | Cécile Manzoni           | DVG                      | UGE                      | 2 075        | 31,84        | 2 504       | 38,88       |
|                          | Théo Giacone             | RN                       | RN                       | 1 661        | 25,49        |             |             |
|                          | Sandy Willem             | RN                       | RN                       | 1 661        | 25,49        |             |             |
|                          |                          |                          |                          |              |              |             |             |
| Suffrages exprimés       | Suffrages exprimés       | Suffrages exprimés       | Suffrages exprimés       | 6 517        | 94,74        | 6 440       | 90,18       |
| Votes blancs             | Votes blancs             | Votes blancs             | Votes blancs             | 231          | 3,36         | 480         | 6,72        |
| Votes nuls               | Votes nuls               | Votes nuls               | Votes nuls               | 131          | 1,90         | 221         | 3,09        |
| Total                    | Total                    | Total                    | Total                    | 6 879        | 100          | 7 141       | 100         |
| Abstention               | Abstention               | Abstention               | Abstention               | 11 579       | 62,73        | 11 304      | 61,28       |
| Inscrits / participation | Inscrits / participation | Inscrits / participation | Inscrits / participation | 18 458       | 35,31        | 18 445      | 34,91       |

### Canton de Valdahon
| Candidats                | Candidats                | Partis                   | Nuance                   | Premier tour | Premier tour | Second tour | Second tour |
| Candidats                | Candidats                | Partis                   | Nuance                   | Voix         | %            | Voix        | %           |
| ------------------------ | ------------------------ | ------------------------ | ------------------------ | ------------ | ------------ | ----------- | ----------- |
|                          | Patricia Lime-Vieille    | LR                       | UC                       | 2 630        | 39,22        | 3 787       | 58,05       |
|                          | Thierry Vernier          | DVD                      | UC                       | 2 630        | 39,22        | 3 787       | 58,05       |
|                          | Sylvie Le Hir            | DVD                      | DVD                      | 1 803        | 26,89        | 2 732       | 41,95       |
|                          | Michel Morel             | DVD                      | DVD                      | 1 803        | 26,89        | 2 732       | 41,95       |
|                          | Pascale Morer Haegelin   | EELV                     | ECO                      | 1 221        | 18,21        |             |             |
|                          | Nicolas Viprey           | EELV                     | ECO                      | 1 221        | 18,21        |             |             |
|                          | Maxime Callois           | RN                       | RN                       | 1 052        | 15,69        |             |             |
|                          | Renée Reuille            | RN                       | RN                       | 1 052        | 15,69        |             |             |
|                          |                          |                          |                          |              |              |             |             |
| Suffrages exprimés       | Suffrages exprimés       | Suffrages exprimés       | Suffrages exprimés       | 6 706        | 95,13        | 6 524       | 88,22       |
| Votes blancs             | Votes blancs             | Votes blancs             | Votes blancs             | 215          | 3,05         | 597         | 8,07        |
| Votes nuls               | Votes nuls               | Votes nuls               | Votes nuls               | 128          | 1,82         | 274         | 3,71        |
| Total                    | Total                    | Total                    | Total                    | 7 049        | 100          | 7 395       | 100         |
| Abstention               | Abstention               | Abstention               | Abstention               | 10 898       | 60,72        | 10 562      | 58,82       |
| Inscrits / participation | Inscrits / participation | Inscrits / participation | Inscrits / participation | 17 947       | 39,28        | 17 957      | 37,27       |

### Canton de Valentigney
| Candidats                | Candidats                | Partis                   | Nuance                   | Premier tour | Premier tour | Second tour | Second tour |
| Candidats                | Candidats                | Partis                   | Nuance                   | Voix         | %            | Voix        | %           |
| ------------------------ | ------------------------ | ------------------------ | ------------------------ | ------------ | ------------ | ----------- | ----------- |
|                          | Frédéric Barbier         | LREM                     | UCG                      | 2 004        | 36,10        | 3 493       | 60,52       |
|                          | Martine Voidey           | DVG                      | UCG                      | 2 004        | 36,10        | 3 493       | 60,52       |
|                          | Jean-Pascal Eme          | RN                       | RN                       | 1 765        | 31,80        | 2 279       | 39,48       |
|                          | Pauline Merat            | RN                       | RN                       | 1 765        | 31,80        | 2 279       | 39,48       |
|                          | Olivier Billey           | LR                       | LR                       | 847          | 15,26        |             |             |
|                          | Bérangère Pagnot         | DVD                      | LR                       | 847          | 15,26        |             |             |
|                          | Vincent Adami            | PCF                      | UG                       | 827          | 14,90        |             |             |
|                          | Corinne Riquet           | PCF                      | UG                       | 827          | 14,90        |             |             |
|                          | Brahim Kas               | DVG                      | DVG                      | 108          | 1,95         |             |             |
|                          | Jacinthe Nunhold         | DVG                      | DVG                      | 108          | 1,95         |             |             |
|                          |                          |                          |                          |              |              |             |             |
| Suffrages exprimés       | Suffrages exprimés       | Suffrages exprimés       | Suffrages exprimés       | 5 551        | 95,56        | 5 772       | 93,05       |
| Votes blancs             | Votes blancs             | Votes blancs             | Votes blancs             | 142          | 2,44         | 268         | 4,32        |
| Votes nuls               | Votes nuls               | Votes nuls               | Votes nuls               | 116          | 2,00         | 163         | 2,63        |
| Total                    | Total                    | Total                    | Total                    | 5 809        | 100          | 6 203       | 100         |
| Abstention               | Abstention               | Abstention               | Abstention               | 14 219       | 71,00        | 13 833      | 69,04       |
| Inscrits / participation | Inscrits / participation | Inscrits / participation | Inscrits / participation | 20 028       | 29,00        | 20 036      | 30,96       |